# Município de McArthur (condado de Logan, Ohio)
O município de McArthur (em inglês: McArthur Township) é um município localizado no condado de Logan no estado estadounidense de Ohio. No ano de 2010 tinha uma população de 2.016 habitantes e uma densidade populacional de 28,57 pessoas por km².

## Geografia
O município de McArthur encontra-se localizado nas coordenadas 40° 26′ 23″ N, 83° 47′ 50″ O. Segundo o Departamento do Censo dos Estados Unidos, o município tem uma superfície total de 70.55 km², da qual 70,38 km² correspondem a terra firme e (0,25 %) 0,18 km² é água.

## Demografia
Segundo o censo de 2010, tinha 2.016 habitantes residindo no município de McArthur. A densidade populacional era de 28,57 hab./km². Dos 2.016 habitantes, o município de McArthur estava composto pelo 97,97 % brancos, o 0,2 % eram afroamericanos, o 0,4 % eram amerindios, o 0,2 % eram asiáticos, o 0,35 % eram de outras raças e o 0,89 % eram de uma mistura de raças. Do total da população o 0,94 % eram hispanos ou latinos de qualquer raça.